# Mestre do Combate 1
Mestre do Combate 1 foi a primeira edição do evento de vale-tudo Mestre do Combate.
O evento foi realizado no dia 22 de Novembro de 2012, na Arena Vivo Rio teve transmissão ao vivo do canal Esporte Interativo e serviu apenas como apresentação do formato de equipes do torneio (não valeu, portanto, pela fase eliminatória).
No pôster promocional do evento, havia alguns recados de Rickson Gracie que mostraram as diferenças do então novo torneio. “O Rickson decidiu: pesagem na noite da luta, disputa entre equipes, primeiro round de dez minutos e o gongo não salva”, dizia o anúncio.

## Card Oficial
- Árbitro: Big John Mccarthy

### Evento Principal
- Vitor Miranda x Elton Monstro

### Lutas Casadas
- Pety Mafort vs Robert Peter
- Luciano “Izzy” Correa vs Oséias Viana

### Torneio: Samurais (RJ) X Escorpiões (SP)
Técnicos
- Equipe Samurais (RJ) - Murilo Bustamante
- Equipe Escorpiões (SP) - Francisco Veras

Lutas
- “Jeffinho” Nunes vs Glauke Eugenio (leve)
- Celso Farpado vs Udi Lima (meio-médio)
- Gersinho Conceição vs Alexandre “Sagat” Brandão (médio)
- Armando “Sapo” Sixel vs Thiago Fernandes (meio-pesado)
- André “Sergipano” Muniz vs Kitner Moura (pesado)

### Resultado das Lutas
Placar Final do Torneio de Equipes - Samurais (RJ) 3 X 2 Escorpiões (SP)

#### Resultado Final
| Mestre do Combate 1                 |
| Samurais                            |
| ----------------------------------- |
| Equipe Samurais Campeão (1º título) |

## Críticas e Elogios
- Ao final do evento, o idealizador do torneio e faixa-preta de Jiu-Jitsu Rickson Gracie só teve uma coisa a lamentar do show. Segundo ele, os atletas não demonstraram grande técnica na arte suave, isso devido a grande exigência que o MMA impõe sobre os lutadores para se aperfeiçoarem em todas as áreas.

Murilo Bustamante, ex-campeão do UFC e técnico da equipe Samurais nesta edição do torneio, elogiou o evento e as regras impostas por Rickson. Com uma exceção: o sistema de julgamento das lutas, que inclui a opinião do público por meio da internet.
- O lutador Vitor Miranda foi um dos vencedores na primeira edição do Mestre do Combate, e não poupou elogios ao evento: